# 安佳集團
安佳集團有限公司（除牌當時為0059.HK），曾是香港交易所上市，當時經營代理紳寶、欧宝、佳特力、欧霸、斯堪尼亚等汽车品牌，後來因為長期虧損，加上長期惡性競爭，故此出售股權後，更名為人人控股，然而，後來因為科網股爆破，於是出售給麥志揚，之後再售給余斌，更名為天譽置業至今，同時又購回所有產業。

## 連結
- 天譽置業資料（页面存档备份，存于）